# Metadentobunus
Metadentobunus is een geslacht van hooiwagens uit de familie Sclerosomatidae.
De wetenschappelijke naam Metadentobunus is voor het eerst geldig gepubliceerd door Roewer in 1915. 

## Soorten
Metadentobunus is monotypisch en omvat slechts de volgende soort:
- Metadentobunus formosae